# Baubigny, Manche
Baubigny är en kommun i departementet Manche i regionen Normandie i norra Frankrike. Kommunen ligger i kantonen Barneville-Carteret som tillhör arrondissementet Cherbourg. År 2022 hade Baubigny 134 invånare.

## Befolkningsutveckling
Antalet invånare i kommunen Baubigny
| Referens: INSEE |